# پروزا آرجنتینا
پروزا آرجنتینا (به ایتالیایی: Perosa Argentina) یک کومونه در ایتالیا است که در استان تورین واقع شده‌است.

## خصوصیات
پروزا آرجنتینا ۲۶٫۳ کیلومترمربع مساحت و ۳٬۴۳۰ نفر جمعیت دارد و ۶۳۰ متر بالاتر از سطح دریا واقع شده‌است.

## خواهرخوانده
شهر روتسهایم خواهرخواندهٔ پروزا آرجنتینا هست.